# سباق طواف فرنسا 1908
سباق طواف فرنسا 1908 من سلسلة سباقات سباق طواف فرنسا. أقيم هذا السباق في تاريخ 13 يوليو - 9 أغسطس 1908 على 14 مرحلة . وبعد طي 4488 كم بمتوسط 28.74 كم في الساعة فاز بالميدالية الذهبية لوسيان بيتيت بريتون من فرنسا، فيما حصد فرانسوا فابر من لوكسمبورغ الميدالية الفضية، وكانت الميدالية البرونزية من نصيب جورج باسيريو من فرنسا.

## الميداليات
| ذهب                         | فضة                      | برونز                |
| لوسيان بيتيت بريتون - فرنسا | فرانسوا فابر - لوكسمبورغ | جورج باسيريو - فرنسا |